# Loewinella eburacta
Loewinella eburacta là một loài ruồi trong họ Asilidae. Loewinella eburacta được Londt miêu tả năm 1982. Loài này phân bố ở vùng nhiệt đới châu Phi.